# 尤利娅·茨韦尔
尤利娅·茨韦尔（德語：Julia Zwehl，1976年3月20日—），德国女子曲棍球运动员。她曾代表德国参加2000年和2004年夏季奥林匹克运动会曲棍球比赛，其中2004年奥运会获得一枚金牌。